# Chamesol
Chamesol és un municipi francès situat al departament del Doubs i a la regió de Borgonya - Franc Comtat. L'any 2007 tenia 367 habitants.

## Demografia

### Població
El 2007 la població de fet de Chamesol era de 367 persones. Hi havia 150 famílies de les quals 40 eren unipersonals (24 homes vivint sols i 16 dones vivint soles), 33 parelles sense fills, 57 parelles amb fills i 20 famílies monoparentals amb fills.
La població ha evolucionat segons el següent gràfic:
Habitants censats

### Habitatges
El 2007 hi havia 173 habitatges, 152 eren l'habitatge principal de la família, 14 eren segones residències i 7 estaven desocupats. 167 eren cases i 6 eren apartaments. Dels 152 habitatges principals, 127 estaven ocupats pels seus propietaris, 21 estaven llogats i ocupats pels llogaters i 3 estaven cedits a títol gratuït; 1 tenia una cambra, 1 en tenia dues, 18 en tenien tres, 44 en tenien quatre i 87 en tenien cinc o més. 134 habitatges disposaven pel capbaix d'una plaça de pàrquing. A 60 habitatges hi havia un automòbil i a 75 n'hi havia dos o més.

### Piràmide de població
La piràmide de població per edats i sexe el 2009 era:
| Homes | Edats   | Dones |
| ----- | ------- | ----- |
| 0     | 95 o +  | 0     |
| 0     | 90 a 94 | 4     |
| 0     | 85 a 89 | 0     |
| 0     | 80 a 84 | 4     |
| 0     | 75 a 79 | 0     |
| 4     | 70 a 74 | 8     |
| 12    | 65 a 69 | 12    |
| 12    | 60 a 64 | 12    |
| 8     | 55 a 59 | 8     |
| 4     | 50 a 54 | 8     |
| 16    | 45 a 49 | 8     |
| 20    | 40 a 44 | 8     |
| 16    | 35 a 39 | 20    |
| 12    | 30 a 34 | 16    |
| 12    | 25 a 29 | 8     |
| 16    | 20 a 24 | 4     |
| 8     | 15 a 19 | 4     |
| 24    | 10 a 14 | 12    |
| 16    | 5 a 9   | 8     |
| 4     | 0 a 4   | 12    |

## Economia
El 2007 la població en edat de treballar era de 237 persones, 182 eren actives i 55 eren inactives. De les 182 persones actives 174 estaven ocupades (97 homes i 77 dones) i 8 estaven aturades (3 homes i 5 dones). De les 55 persones inactives 18 estaven jubilades, 17 estaven estudiant i 20 estaven classificades com a «altres inactius».

### Ingressos
El 2009 a Chamesol hi havia 154 unitats fiscals que integraven 379 persones, la mediana anual d'ingressos fiscals per persona era de 18.797 €.

### Activitats econòmiques
Dels 8 establiments que hi havia el 2007, 5 eren d'empreses de construcció, 2 d'empreses de comerç i reparació d'automòbils i 1 d'una empresa d'hostatgeria i restauració.
Dels 6 establiments de servei als particulars que hi havia el 2009, 1 era un taller de reparació d'automòbils i de material agrícola, 1 guixaire pintor, 1 fusteria, 1 lampisteria, 1 electricista i 1 restaurant.
L'any 2000 a Chamesol hi havia 12 explotacions agrícoles que ocupaven un total de 720 hectàrees.

## Equipaments sanitaris i escolars
El 2009 hi havia una escola elemental integrada dins d'un grup escolar amb les comunes properes formant una escola dispersa.

## Poblacions més properes
El següent diagrama mostra les poblacions més properes.